# 薩赫勒大區 (布基納法索)
薩赫勒大區（法語：Sahel）是布基納法索十三個大區之一，位於該國最北部。面積36,166平方公里。2006年人口808,928人。首府多里。
本區下轄四省，即烏達蘭省、塞諾省、蘇姆省和亞加省。